# Damastes nigrichelis
Damastes nigrichelis là một loài nhện trong họ Sparassidae.
Loài này thuộc chi Damastes. Damastes nigrichelis được Embrik Strand miêu tả năm 1907.